# 力 (佛教)
力（巴利文），佛教術語，字面意義為力量，依靠這種力量，能斷除一切煩惱。在佛教中，對於力的分類有許多，最常見的是五力（巴利文），又稱五學力，為三十七菩提分法之一。

## 釋義
在詞典中，為“力”、“力量”之義。在佛教中，力是斷除一切煩惱的所因、所依、所住，佛陀說過二力、三力、四力、五力、六力、七力、八力、九力，九力為：信力、精進力、慚力、愧力、念力、定力、慧力、數力、修力；還有與五學力相對的如來十力。
說一切有部《大毘婆沙論》將“力”釋義為「難可摧制」「能破惡法」等，無著《大乘阿毘達磨集論》將“力”釋義為「能損減所對治障、不可屈伏」。

## 定義
在《雜阿含經·六七五經》等中定義了“五力”:
|  | 爾時，世尊告諸比丘：有五力，何等為五？信力，精進力，念力，定力，慧力。 彼信力，當知是四不壞淨。精進力者，當知是四正斷。念力者，當知四念處。定力者，當知是四禪。慧力者，當知是四聖諦。 |

阿毘達磨中進行了細說，如上座部《集異門論》：
|  | - 問信力云何？答：於如來所修植淨信，根生安住，不為沙門、或婆羅門、或天、魔、梵、或餘世間如法引奪，是名信力。 - 問精進力云何？答：於己生不善法，為永斷故，生欲策勵，乃至廣說四種正斷，是名精進力。 - 問念力云何？答：於內身住，循身觀，乃至廣說四種念住，是名念力。 - 問定力云何？答：離欲、惡、不善法，乃至廣說四種靜慮，是名定力。 - 問慧力云何？答：如實了知，此是苦聖諦，此是苦集聖諦，此是苦滅聖諦，此是趣苦滅行聖諦，是名慧力。 |

## 在三十七菩提分法中的位次
說一切有部以菩提分法為基礎建立了修行次地學說，五力在三十七菩提分法中是第五世第一法位，緊鄰第六見道位，《大毘婆沙論》進行了解說：
|  | 問：何故名念住乃至道支耶？答：由念勢力，折除自體故，名念住；自體即是有漏五蘊，要由念住折除彼故。於正持策身語意中，此最為勝，故名正勝；或名正斷，於正修習斷修法時，能斷懈怠故，名正斷。能為神妙功德所依故，名神足。勢用增上故，名為根。難可摧制故，名為力。助如實覺故，名覺支。助正求趣故，名道支。…… 已說菩提分法，所以次第今當說。問：何故先說四念住乃至後說八道支耶？答：隨順文詞巧妙次第法故。復次，隨順說者受者輕便次第法故。復次， 1. 四念住，從初業地，乃至盡、無生智，勢用常勝，是故先說。 2. 四正勝，從煖，乃至盡、無生智，勢用常勝，是故次說。 3. 四神足，從頂，乃至盡、無生智，勢用常勝，是故次說。 4. 五根，從忍，乃至盡、無生智，勢用常勝，是故次說。 5. 五力，從世第一法，乃至盡、無生智，勢用常勝，是故次說。 6. 八道支，見道中勝。 7. 七覺支，修道中勝。 |

在此說法之後還引述了一則參考異說：
|  | 有餘師說，諸修行者， 1. 先由念住，於身等境，自相、共相，如實了知，除自相愚，及所緣愚；導起諸善，如有目者，引導盲徒，是故最初說四念住。 2. 由念住力，了知境已，於斷修事，能發正勤，故於第二說四正勝。 3. 由正勝力，令相續中，過失損減，功德增盛，於殊勝定，能正修習，故於第三說四神足。 4. 由神足力，令信等五，與出世法，為增上緣，故於第四說於五根。 5. 根義既成，能招惡趣，煩惱、惡業，不能屈伏，故於第五說於五力。 6. 力義既成，能如實覺，四聖諦境，無有猶豫，故於第六說七覺支。 7. 既如實覺，四聖諦已，厭捨生死，欣趣涅槃，故於第七說八道支。 |

## 各種解說
後世對五根、五力有各種解說：
- 法勝《阿毘曇心論》：|  | 處方便一意，濡鈍及利根，見道思惟道，佛說三十七。……濡鈍意得故，說根。『利根』者，利根意得故，說力。 |
- 法救《雜阿毘曇心論》：|  | 處方便自在，軟及利亦然，見道亦修道，故說三十七。 ……『軟者』，信等五法，軟者，說根。『及利亦然者』，此諸根，若增上者，說力。是故，增上義，說根，難伏故，說力。 問：何者是根？云何次第？答：信、精進、念、定、慧，是根。 次第者，信因果，能為一切善法根本，是故前說信；信已，捨惡修善故，精進方便；精進方便已，心於境界念住；心住已，於緣不亂；不亂已，堪能觀察。 復次，於法觀察已，心定；心定已，隨正念住；正念住已，正堪能；正堪能已，信業果，是說逆次第。 問：云何立五根？答：地故建立。彼初業地，信修，導一切勝法故。見地，精進修，見道速進故。薄地說念，修念住，令貪恚癡薄故。離欲地說定，修定，修根本禪故。無學地說慧，修慧，永離無明故。 說力亦如是。 |
- 訶梨跋摩《成實論》：|  | 五根者，聞法生信，是名信根。信已，為斷垢法，證淨法故，勤發精進，是名精進根。修四念處，是名念根。因念能成三昧，是名定根。因定生慧，是名慧根。是五根，增長有力，故名五力。 |
- 婆藪跋摩《四諦論》：|  | 由此定力，於不疑境心有增上；由此信故，於不懈怠心有增上；由此精進所得善心，有助無障，於不忘境心有增上；由此念故，攝在一境，於無散中心有增上；由此定故，如實觀境心有增上；由當體增上故，於不退位心有增上；由不退故，於通達分心有增上故，次立五根。 是五根增長，至最上上品故，下惑不能破故，餘世間法不能勝故，無流心次第緣故，不退聖位故，以是義故，次立五力。 |
- 覺音《清淨道論》：|  | 因為克服了不信、懈怠、放逸、散亂、愚痴，故以稱克服的增上之義為“根”。因為不給不信等所勝，故以不動之義為“力”。此兩者都依信等而有五種，故說“五根、五力”。 |